# Kucsó
Kucsó falu Romániában, Szilágy megyében, 

## Fekvése
Szilágy megyében, a Kucsó-patak mellett, Zsibótól nyugatra, Zsibó és Szilágypaptelek között fekvő település.

## Története
Kucsó nevéről az oklevelekben 1387-ben tettek említést először Kuczó, majd 1450-ben Kuczó, Kwczo, Kwcho, 1472-ben Kuchov, 1557-ben Kuczo formákban írták nevét.
A falu 1387-ben Középszolnokvármegyéhez tartozott és az aranyosi vár tartozéka volt.
1450-ben Kusalyi Jakcs család birtoka volt; Kusalyi Jakcs György és testvéreinek voltak itt birtokai.
1472-ben Bélteki Drágfi Miklóst és fiait iktatták be Kucsó birtokába.
1557-ben a település felét Izabella királyné és János Zsigmond ecsedi somlyói Báthory György főlovászmesternek és nejének, sonlyói Báthory Annának, valamint fiuknak, Báthory Istvánnak, a későbbi országbírónak adományozták.
1559-ből fennmarad tanuvallomás szerint - mely az itteni Bodon és Csiglen erdők hovatartozását volt hivatott eldönteni - Kucsóhoz tartozott a Bodon erdő egy része a Szent Izsák nevű helyig, valamint a Csiglen-erdőnek fele. Kucsó birtokosa ekkor Dobszai István volt.
1628-ban  a Ramocsaházi család is részbirtokos volt Kucsón.
1731-ben Gencsy György tiltakozott a kincstár ellen a kutsói birtok tárgyában, mely Dobszai György halála után anyai ágon a Gencsy családot illette.
1847-ben a településnek 636 lakosa volt, melyből 8 római katolikus, 622 görögkatolikus, 6 református volt.
1890-ben 934 lakosából 31 magyar, 912 oláh, ebből 913 görögkatolikus, 12 református, 18 izraelita. A település házainak száma ekkor 192 volt.
Kucsó a trianoni békeszerződés előtt Szilágy vármegye Zsibói járásához tartozott.

## Nevezetességek
- Görögkatolikus kőtemploma - 1858-ban épült. Anyakönyvet 1822-től vezetnek.